# Iitoyo
Iitoyo, född 440, död 484, var en japansk prinsessa. Hon sägs enligt traditionen ha regerat under några månader år 484, mellan kejsar Seinei och kejsar Kenzō. 
Iitoyo tillhörde kejsarhuset och kallas för kejserlig prinsessa, men det finns skiftande uppgifter om hur. Hon besteg tronen under det interregnum som rådde efter kejsar Seineis död, när tronstrider utbröt mellan flera kandidater, och styrde sedan riket från sitt palats under mindre än tio månader, innan hon avled. Hennes regeringstid brukade som regel inte inkluderas i de officiella regentlistorna. Orsaken har ibland föreslagits vara att hon regerade mindre än ett år och att en så kort regeringstid inte uppfyllde kraven för att räknas som regeringstid enligt kriterierna, eller också att hon bara uppfattades som en regent snarare än en monark. 